# Nicolau Sevcenko
Nicolau Sevcenko, né à São Vicente (État de São Paulo) en 1952 et mort à São Paulo le 13 août 2014, est un historien, professeur d'université, chroniqueur, écrivain et traducteur brésilien.
Sevcenko est spécialisé dans l'histoire de la culture brésilienne et du développement social dans les villes de São Paulo et Rio de Janeiro. Il est diplômé de l'Université de São Paulo, où il devient par la suite professeur d'histoire culturelle. Il est aussi membre du Centre pour les Études Culturelles Latino-américaines au King's College de Londres. Enfin, il a enseigné en tant que visiteur dans les universités de Georgetown, de l'Illinois à Urbana-Champaign et d'Harvard,.
Des années durant, il publie une chronique dans le Folha de S.Paulo.

## Biographie

### Jeunesse
Sevcenko naît en 1952 à São Vicente (São Paulo) dans une famille ukrainienne ayant fui la guerre civile russe. Il grandit dans la ville de São Paulo, dans le quartier ouvrier de Vila Prudente, qui abritait de nombreux Slaves,,.
Il suit le cursus d'histoire de l'Université de São Paulo en 1975. Il valide un doctorat en histoire sociale en 1981 dans la même université, en soutenant une thèse nommé « Literatura como Missão: tensões sociais e criação cultural na Primeira República » (« La Littérature comme une Mission : tensions sociales et création culturelle dans la Première République »). En 1990, il effectue un post-doctorat à l'Université de Londres.

### Carrière
Il donne des conférences aux universités pontificale catholique de São Paulo et d'État de Campinas,.
Il devient professeur à l'Université de São Paulo en 1985, où il travaille jusqu'à sa retraite en 2012. À partir de 2010, il est professeur de langues et de lettres romanes à Harvard.

## Mort
Sevcenko meurt d'une crise cardiaque chez lui le 13 août 2014.

## Travaux
- Ana Maria Pacheco: gravuras, esculturas. Fundação Memorial da América Latina, 1995[15].
- A Corrida Para o Século XXI - No loop da montanha-russa. Companhia das Letras, 2001[16].
- Pindorama Revisitada - Cultura e Sociedade em Tempos de Virada. Fundação Peirópolis, 2000.
- História da Vida Privada no Brasil, vol. 3 - República: da Belle Époque à Era do Rádio (organizador) . Companhia das Letras, 1998[17].
- Literatura como missão: tensões sociais e criação cultural na I República. São Paulo, Brasiliense, 4ª ed., 1995. Companhia das Letras, 2003.
- O Renascimento. São Paulo/Campinas, Atual/ Editora da Unicamp, 21ª ed., 1995[18].
- Arte Moderna: os desencontros de dois continentes. São Paulo, Fundação Memorial da América Latina, Coleção Memo, Secretaria de Estado da Cultura, 1995[15].
- Orfeu Extático na Metrópole - São Paulo nos Frementes Anos 20. Companhia das Letras, 1992[19].
- Lewis Carroll - Alice no país das maravilhas (tradução). São Paulo, Scipione, 1986[20].
- A Revolta da Vacina, mentes insanas em corpos rebeldes. São Paulo, Brasiliense, 1984; Scipione, 1993; Editora UNESP, 2018[21],[22].
- Robert Mandrou - Magistrados e feiticeiros na França do século XVII (tradução). São Paulo, Perspectiva, 1979[23].

En 1999, il gagne le Prix Jabuti dans la catégorie des sciences sociales pour son livre The History of Private Life in Brazil (volumes 3 et 4), publié par la Companhia das Letras,.